# Nová Ves u Chotěboře
Nová Ves u Chotěboře település Csehországban, a Havlíčkův Brod-i járásban. Nová Ves u Chotěboře Víska, Uhelná Příbram, Maleč és Chotěboř településekkel határos. Lakosainak száma 542 fő (2024. január 1.).

## Népesség
A település lakosságának változását az alábbi diagram mutatja:
| Lakosok száma | 981  | 1011 | 1001 | 815  | 630  | 575  | 564  | 547  | 540  | 542  |
|               | 1869 | 1900 | 1921 | 1961 | 1980 | 2011 | 2016 | 2019 | 2021 | 2024 |